# علم أوزبكستان
اعتمد علم جمهورية أوزبكستان (بالأوزبكية: Oʻzbekiston davlat bayrogʻi / Ўзбекистон Республикасининг давлат байроғи) رسميًا في 18 تشرين/نوفمبر من سنة 1991 ويتألف العلم الأوزبكي من أربعة ألوان هي الأزرق والأبيض والأحمر والأخضر.

## الرمزية

تصميم العلم الأوزبكي

يرمز اللون الأزرق إلى السماء وكذلك إلى المياه الواهبة للحياة ويرمز اللون الأبيض إلى السلام والعدل ويرمز اللون الأخضر إلى الطبيعة المتجددة ويرمز اللون الأحمر إلى قوة الحياة، ويرمز الهلال الموجود في العلم إلى الدين الإسلامي السائد في البلاد ويرمز في نفس الوقت إلى استقلال البلاد أما الإثنتي عشر نجمة الموجودة في أعلى العلم فترمز إلى المبادئ ال12 في تشكيل أوزبكستان وترمز كذلك إلى الأشهر ال12 في التقويم وترمز كذلك إلى المقاطعات ال 12 في أوزبكستان.

## الحماية القانونية
وقع الرئيس إسلام كريموف تعديلاً على القانون في 27 ديسمبر 2010 عزز حماية رموز البلاد، بما في ذلك علمها وشعارها. حظر القانون استخدام علم أوزبكستان لأغراض ترويجية وتجارية، بما في ذلك استخدامه في الإعلانات والوثائق. كما منع أي منظمات غير تابعة للحكومة الأوزبكية من تبني شعارات تشبه الرموز الوطنية.

## التاريخ
تحت الحكم السوفيتي، استخدمت جمهورية أوزبكستان الاشتراكية السوفيتية علمًا مشتقًا من علم الاتحاد السوفيتي ويمثل الشيوعية، وقد تمت الموافقة عليه في عام 1952. العلم مشابه للتصميم السوفيتي ولكن مع شريط أزرق بعرض 1/5 وحافتين بيضاء بعرض 1/100 بينهما.
أعلنت أوزبكستان استقلالها في 1 سبتمبر 1991، قبل حوالي ثلاثة أشهر من تفكك الاتحاد السوفيتي. قدم أكثر من 200 طلب في مسابقة تصميم العلم الجديد، وشُكلت لجنة لتقييم هذه الاقتراحات الواردة. اعتمد التصميم الفائز في 18 نوفمبر 1991، بعد أن تم اختياره في جلسة استثنائية لمجلس السوفيات الأعلى الأوزبكي. وبذلك أصبحت أوزبكستان أول الجمهوريات المستقلة حديثًا في آسيا الوسطى.

## أعلام سابقة

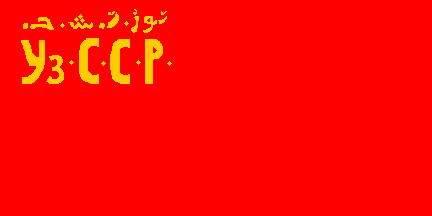
علم الجمهورية الأوزبكية الاشتراكية السوفيتية مابين عامي 1925 - 1926
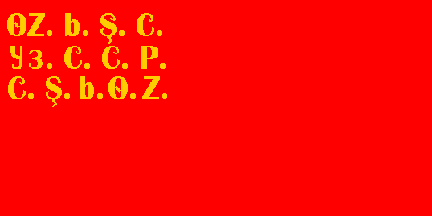
علم الجمهورية الأوزبكية الاشتراكية السوفيتية مابين عامي 1926 - 1931
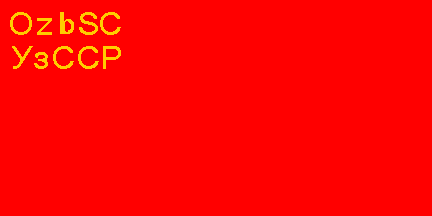
علم الجمهورية الأوزبكية الاشتراكية السوفيتية مابين عامي 1931 - 1935
علم الجمهورية الأوزبكية الاشتراكية السوفيتية مابين عامي 1935 - 1937
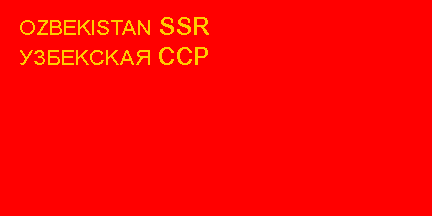
علم الجمهورية الأوزبكية الاشتراكية السوفيتية مابين عامي 1937 - 1941
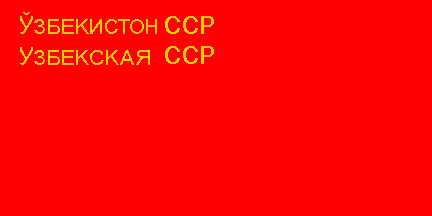
علم الجمهورية الأوزبكية السوفيتية الاشتراكية مابين عامي 1941 - 1952
علم الجمهورية الأوزبكية الاشتراكية السوفيتية مابين عامي 1952 - 1990